# Llengua chickasaw
El chickasaw (Chikashshanompa’, IPA [tʃikaʃːanompaʔ]) és una llengua ameríndia de la família muskogi. És una llengua aglutinant i segueix el patró de subjecte–objecte–verb. La llengua està estretament relacionada, encara que potser no del tot mútuament intel·ligibles, amb el choctaw. És parlat pels chickasaw, que actualment resideixen al sud d'Oklahoma, centrats a Ada.

## Situació
La llengua encara és parlat per prop de 75 persones. Emily Johnson Dickerson, el darrer parlant monolingüe de chickasaw, va morir el 30 de desembre de 2013. Ethnologue estimava en la seva tretzena edició que el chickasaw manté uns 600 parlants, però cal assenyalar que aquesta xifra està disminuint ràpidament perquè la majoria dels parlants són majors de 50 anys. Els nens ja no aprenen la llengua, indicant que el chickasaw té una baixa vitalitat. A partir de 2014, havia "quatre cinc parlants conversacionals que estan sota l'edat de 35 anys." A més d'un diccionari de la llengua, el chickasaw no està ben desenvolupada fora de la casa. Pel que fa a la conservació i l'idioma vitalitat, Ethnologue avalua la situació lingüística actual com a moribunda, i la UNESCO considera el chickasaw com a llengua "severament amenaçada", prenent nota també que la majoria dels aproximadament 600 parlants tenen més de cinquanta anys i gairebé tots són bilingües en anglès.

### Revitalització de la llengua
El Programa de Revitalització de la Llengua Chickasaw, fundat el 2007, usa tots dos alfabets Munro-Willmond i Humes. A causa que el chickasaw és una llengua parlada, "no hi ha una manera 'encertada' o 'equivocada' de pronunciar chickasaw." El chickasaw és ensenyat a través d'un programa mestre-alumne, programes comunaris, i programes d'autoestudi. Hi ha una app "Llenguatge bàsic chickasaw" per a iPhone, iPad, i altres usuaris d'iOS.

### Classes i programes
La Nació Chickasaw té un departament de llengua chickasaw amb un Comitè de Llengua Chickasaw de 24 membres. En 2007 la tribu va fundarel Programa de Revitalització de la Llengua Chickasaw. S'ensenyen quatre nivells de llengua chickasaw a la East Central University d'Ada (Oklahoma). Joshua D. Hinson, director del Comitè de la Llengua Chickasaw ha desenvolupat programes mestre-alumne amb orientació de la lingüista Leanne Hinton.
Chipota Chikashshanompoli és el programa de llengua per a nens que es reuneix mensualment. Hi ha classes no acadèmiques d'adults a Ada, Ardmore, Norman, Purcell, Sulphur, i Tishomingo. La tribu també organitza camps d'immersió i publica literatura en llengua chickasaw a través de Chickasaw Press.

## Sons

### Consonants
El chickasaw té 16 consonants. En la següent taula, les consonants s'escriuen en l'ortografia estàndard chickasaw. La simbolització fonètica de cada consonant s'escriu en alfabet fonètic internacional (IPA) a la dreta de cada lletra ortogràfica quan l'ortografia difereix del símbol IPA.
|            | Labial | Alveolar | Alveolar | Post- alveolar | Velar | Glotal |
| Central    | Labial | Lateral  |          | Post- alveolar | Velar | Glotal |
| ---------- | ------ | -------- | -------- | -------------- | ----- | ------ |
| Nasal      | m      | n        |          |                |       |        |
| Oclusiva   | p b    | t d      |          |                | k g   | ' /ʔ/  |
| Africada   |        |          |          | ch /tʃ/        |       |        |
| Fricativa  | f      | s        | lh /ɬ/   | sh /ʃ/         |       | h      |
| Aproximant |        |          | l        | y /j/          | w     |        |

- /w/ és labiovelar.
- Les oclusives sordes /p t k/ tenen una petita aspiració [pʰ tʰ kʰ], especialment al principi de paraula.[8]
- Les oclusives sonores /b d ɡ/ es poden sotmetre per lenició a fricatives sonores [β ð ɣ] entre vocals.[8]
- Totes les consonants excepte l'oclusiva glotal sorda poden ser geminades i la majoria de consonants poden trobar-se en grups biconsonàntics.[8]

### Vocals
El chickasaw té 9 vocals:
|         | Frontal | Frontal | Frontal | Central | Central | Central | Posterior | Posterior | Posterior |
| curta   | llarga  | llarga  | curta   | long    | long    | curta   | long      | long      |           |
| oral    | oral    | nasal   | oral    | oral    | nasal   | oral    | oral      | nasal     |           |
| ------- | ------- | ------- | ------- | ------- | ------- | ------- | --------- | --------- | --------- |
| Tancada | i [ɪ]   | ii [iː] | i [ĩː]  |         |         |         |           |           |           |
| Mitjana |         |         |         |         |         |         | o [o̟]     | oo [oː]   | o [õː]    |
| Oberta  |         |         |         | a [ə]   | aa [aː] | a [ãː]  |           |           |           |

| IPA  | Exemple  | Significat      |
| ---- | -------- | --------------- |
| /i/  | pisa     | 'Ella el mira'  |
| /iː/ | piini'   | 'barca'         |
| /ĩ/  | isinti'  | 'la seva serp'  |
| /a/  | paska    | 'pa'            |
| /aː/ | sahashaa | 'Estic enfadat' |
| /ã/  | ipashi'  | 'pèl'           |
| /o/  | ofi'     | 'gos'           |
| /oː/ | ihoo     | 'dona'          |
| /õ/  | isolash  | 'llengua'       |